# إنديانابوليس 500 سنة 1929
سباق إنديانا بوليس -500 ميل 1929 أقيم في حلبة إنديانابوليس موتور سبيدواي في 30 مايو 1929 وفاز في السباق راي كيتش من فريق Maude A. Yagle بمتوسط سرعة 97.585 ميل/س (157.048 كم/س).
وكان أول المنطلقين كليف وودبري بسرعة 120.599 ميل/س (194.085 كم/س).